# 波爾圖宮

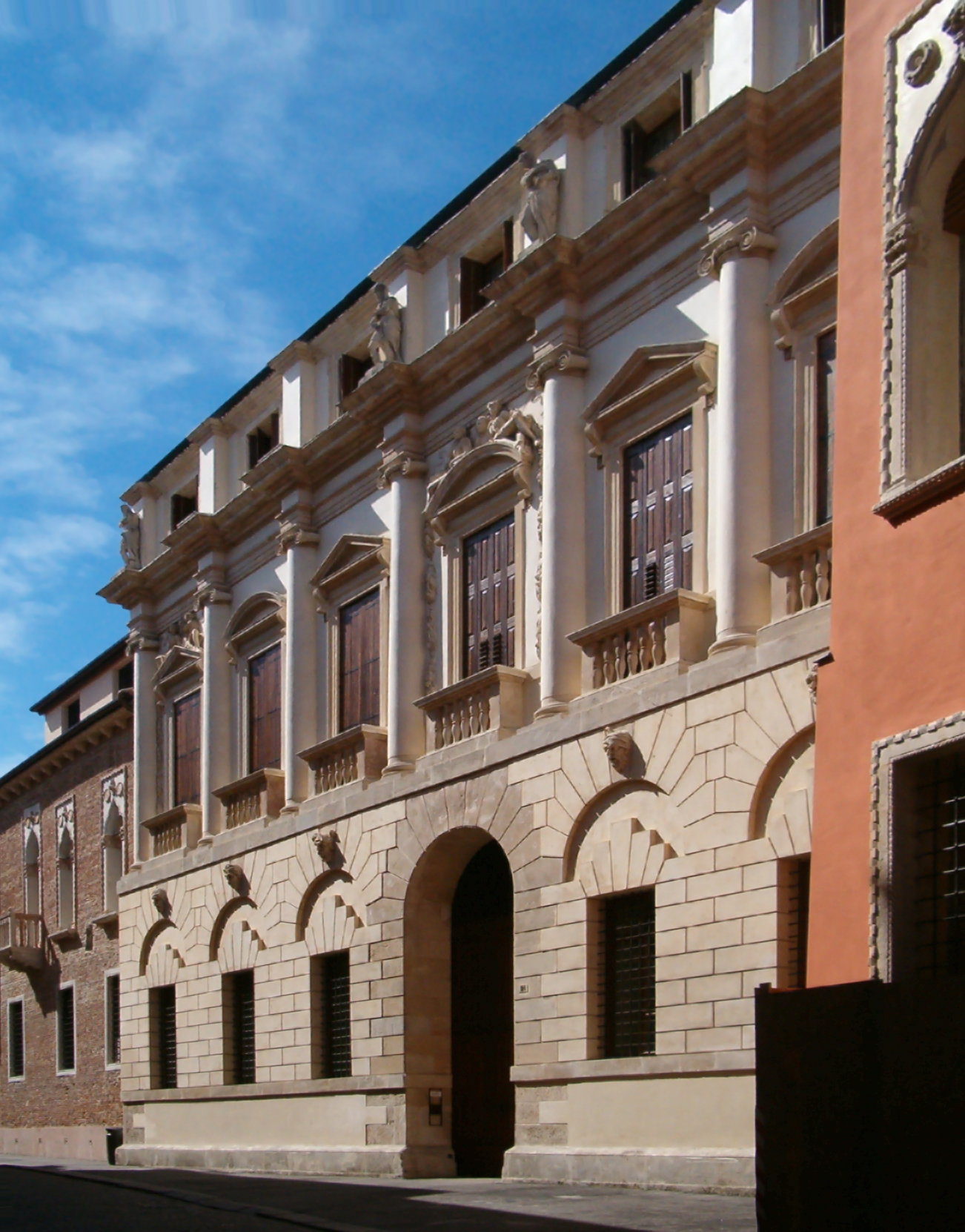
波爾圖宮

波爾圖宮 (義大利語：Palazzo Porto)是位於義大利北部城市維琴察的一座宮殿建築。波爾圖宮由安德烈亞·帕拉弟奧設計，這也是他在維琴察為波爾圖設計的兩座宮殿之一。波爾圖宮被列入了世界文化遺產。